# J. U. Bencker (podnik)
J. U. Bencker byla firma s továrnou na výrobu rukavic a koženého zboží v Karlíně (Karolinenthal), pozdějším předměstí Prahy v období Rakouského císařství a Rakouska-Uherska. Jednalo se o jeden z největších podniků svého druhu v tehdejší monarchii, který zaměstnával několik stovek lidí.

## Historie
Johann Ulrich Bencker přišel z bavorského Erlangenu do Prahy v roce 1834 jako rukavičkářský učeň a až do roku 1847 zde pracoval jako asistent v různých výrobnách rukavic. Začátkem roku 1848 začal prostřednictvím svých úspor samostatně podnikat: v prvních letech v pronajatých prostorách s jedním, později dvěma učni.
Firma se rychle rozrůstala a již v roce 1853 Bencker pro svůj závod vybudoval vlastní koželužnu. Prosadila se mj. pestrou nabídkou chemicky barvených kožených rukavic, které byly záhy nabízeny i exportně. Pro rozšířená výroby byl v roce 1868 vystavěn tovární areál v Karlíně. Významně k zvětšení objemu produkce přispěla původně jediná zkušební instalace stroje na šití rukavic, který zkonstruoval Ing. Rudolf v Chemnitzu v roce 1869, po jehož osvědčení se bylo posléze zcela upuštěno od ručního šití. V roce 1898 zde pak bylo v provozu přes třicet těchto rukavicových šicích strojů. Další krok byl učiněn zavedením stroje na stříhání rukavic, který Bencker viděl na světové výstavě v Paříži v roce 1867 a jako jeden z prvních se začal používat v Praze, kde byl užíván jako první. Export továrny se se strojní výrobou rozsáhle znásobil. Bencker rovněž umožnil průmyslníkům ze svého oboru, kteří projevili zájem, navštívit jeho továrnu a informoval je o výrobním procesu. Svou ochotou ke kompromisům ohledně obchodního tajemnství podpořil celé rukavičkářské odvětví.
V roce 1874 přijal Johann Ulrich Bencker do společnosti svého jediného syna Karla, který ve firmě pracoval od roku 1867, jako společníka firmy a v roce 1885 mu předal vedení společnosti. Karl Bencker pokračoval ve společnosti v duchu svého otce. Aby byl umožněn přímý kontakt se spotřebiteli, byly v roce 1876 otevřeny samostatné maloobchodní prodejny v Drážďanech, v roce 1881 ve Stuttgartu a v roce 1889 v Praze. Na konci 70. let 19. století se zavedením pomocných strojů vyrábělo v průměru 50 tuctů rukavic týdně. Na konci roku 1890 se jich vyrábělo 150 až 200 kusů týdně. Důvodem byla firemní preference výroby solidního a kvalitního zboží před průměrnou velkovýrobou. V roce 1891 byl firmě císařem Františkem Josefem I. udělen titul Císařský a královský dvorní dodavatel.

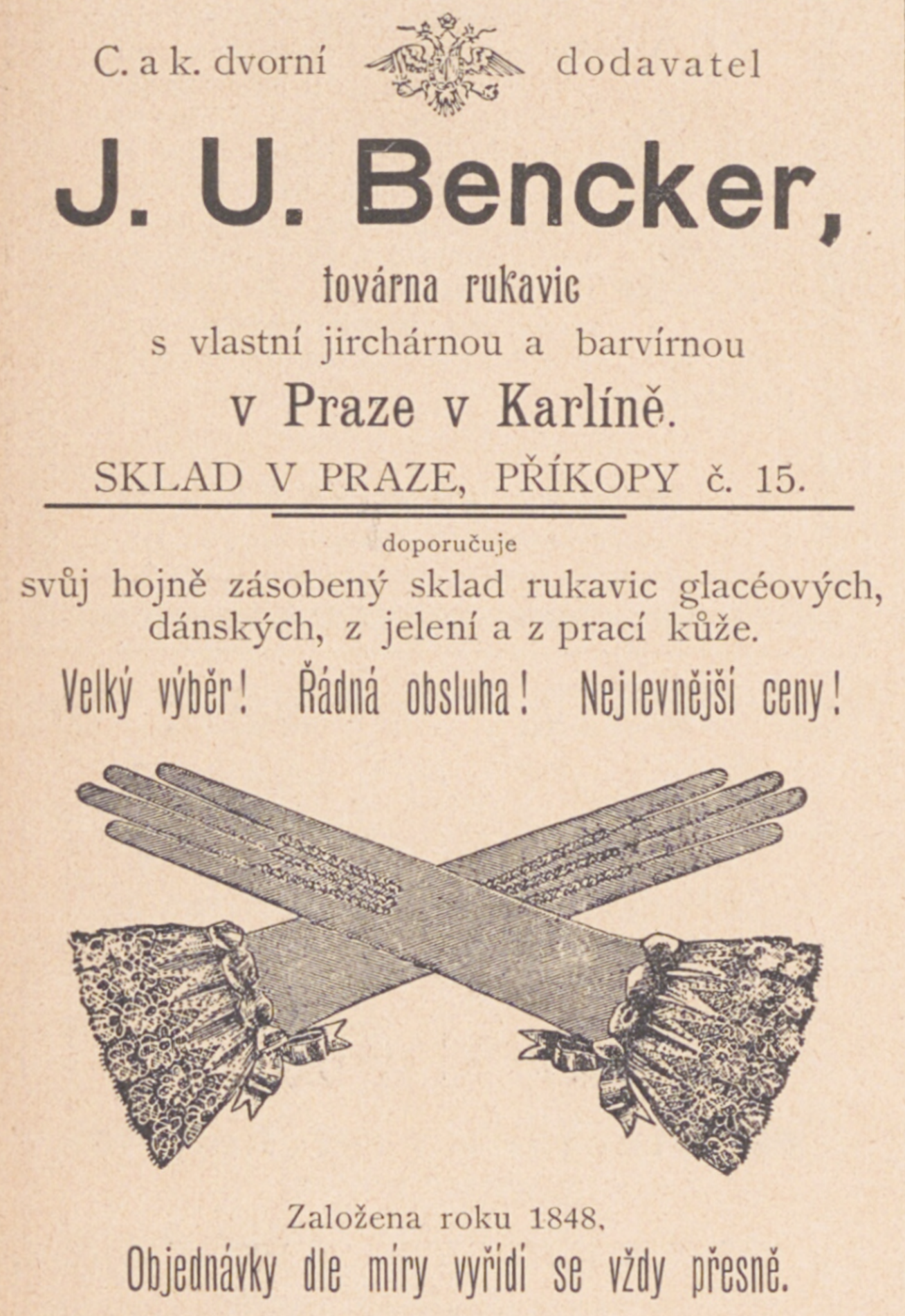
Reklama firmy z roku 1901

Praha se díky firmě Bencker stala na přelomu století jednou z největších výroben rukavic v Rakousku-Uhersku, možná i celé Evropě. Jen v roce 1895 byly v Praze vyrobeny rukavice v hodnotě přes osm milionů rakousko-uherských zlatých. V prvních letech provozu se prodejní plocha společnosti rozšířila po celé monarchii a také Německém císařství. J iž od roku 1864 vyvážela firma své zboží také do USA. Když se v Americe u rukavic dostaly do módy zářivé anilinové barvy jako zelená, modrá, fialová, oranžová atd., které byly dříve na kontinentu neznámé, byla továrna na dlouhou dobu jediná, která s pomocí schopného chemického oddělení vyráběla takto barvené kůže a dodávala zboží v těchto barvách přes oceán.
Zavedení přísné celní politiky amerického prezidenta Williama McKinleyho následně velmi ztížilo vývoz do USA obecně, včetně Benckerových rukavic, obdobná situace zanedlouho nastala také v Německu a Rusku. Přesto v roce 1900 společnost dodávala do většiny částí světa, částečně prostřednictvím dovozních společností, částečně prostřednictvím 15 vlastních zástupců a obchodních cestujících.
Kolem roku 1900 bylo ve firmě zaměstnáno okolo 200 lidí. Dva z nich pracovali pro společnost téměř 50 let a řada pracovníků pracovala nepřetržitě 40 let a více. Firma pro své zaměstnance zřídila také mj. družstevní fond nemocenského pojištění a rovněž družstevní fond invalidity, přičemž doplácela požadovanou třetinu příspěvků, poplatek za havarijní pojištění pak hradila celý.
Továrna je pod značkou Benckner v českém tisku zmiňována ještě během první světové války. Během tohoto hospodářsky náročného obnobí továrna buď zanikla, anebo po vzniku Československa pokračovala pod jinou značkou.